# Hästa
Die Hästa, auch Hastas, war ein Längenmaß im Bantam auf der Insel Java und auf der Insel Prince of Wales Island. Die andere Bezeichnungen für das Ellenmaß waren Covid und Cobit. Diese Begriffe gelten als Zweitname, sind aber in anderen Regionen ein selbständiges Maß.
- 1 Hästa = 18 Zoll (engl.) = 202,671 Pariser Linien = 0,45719 Meter
- 160 Hästa = 1 Orlong

Als Quadrat-Hästa (0,209 Quadratmeter) wurde das Maß zum Flächenmaß. Grundlage war der Orlong.
- 1 Orlong = 25.600 Quadrat-Hästa = 20 Jumbas = etwa 5350 Quadratmeter[1]